# Paul George
Paul Clifton Anthony George (Palmdale, California, 2 de mayo de 1990) es un jugador de baloncesto estadounidense que pertenece a la plantilla de los Philadelphia 76ers de la NBA. Con 2,03 metros de estatura, juega en la posición de alero. George empezó a jugar al baloncesto en el Instituto Knight High School antes de jugar dos temporadas de baloncesto universitario en la Universidad de Fresno State. Fue seleccionado por los Pacers en la décima selección del Draft de la NBA de 2010. En 2013, fue seleccionado para jugar su primer All-Star Game de la NBA, recibió el premio Jugador Más Mejorado de la NBA, y fue nombrado en el tercer mejor quinteto de la NBA y en el segundo mejor quinteto defensivo. Desde entonces ha sido nueve veces All-Star.

## Trayectoria deportiva

### Instituto
George asistió al Instituto Pete Knight, donde en su temporada sénior promedió 25 puntos, 12 rebotes y 3 asistencias por partido. Fue nombrado MVP de la Golden League, Antelope Valley Press Player of the Year y fue miembro del equipo del Daily News 2007-08 All-Area Boys. En su año júnior firmó 14 puntos y 8 rebotes por encuentro.

### Universidad
Su carrera universitaria la desarrolló en Fresno State, jugando dos años en los Bulldogs. En su primera campaña promedió 14.3 puntos, lideró al equipo con 6.2 rebotes, 2 asistencias y 1.7 robos por partido. Fue uno de los 15 freshman más anotadores en la NCAA y completó seis dobles-dobles con los Bulldogs. En su segunda y última temporada en Fresno State, George fue el máximo anotador del equipo con 16.6 puntos, además de 7.1 rebotes, y formó parte del segundo mejor quinteto de la Western Athletic Conference.

#### Estadísticas
| Año     | Equipo       | PJ | PT | MPP  | %TC  | %3P  | %TL  | RPP | APP | ROB | TPP | PPP  |
| ------- | ------------ | -- | -- | ---- | ---- | ---- | ---- | --- | --- | --- | --- | ---- |
| 2008–09 | Fresno State | 34 | 34 | 34.6 | .470 | .447 | .697 | 6.2 | 1.9 | 1.7 | 1.0 | 14.3 |
| 2009–10 | Fresno State | 29 | 29 | 33.2 | .424 | .353 | .909 | 7.2 | 3.0 | 2.2 | .8  | 16.8 |
| Total   | Total        | 63 | 63 | 33.9 | .447 | .396 | .803 | 6.7 | 2.4 | 2.0 | .9  | 15.5 |

### NBA

#### Indiana Pacers (2010-2017)
George fue seleccionado por Indiana Pacers en la décima posición del Draft de la NBA de 2010.
George debutó en octubre de 2010 contra San Antonio Spurs. En su primer año ya se ganó la titularidad en los Pacers y fue incluido en el segundo mejor quinteto de rookies de la temporada.
El 1 de julio de 2010 firmó su primer contrato como profesional con los Pacers, por dos años garantizados y 3.9 millones de dólares.
En 2012 fue seleccionado para el concurso de mates de All-Star, aunque no logró ganarlo.
En 2013 fue elegido para participar en el All-Star en Houston, por primera vez en su carrera. Es el segundo Pacer de manera consecutiva que consigue este logró, ya que Roy Hibbert lo logró el año pasado.
El 2 de diciembre de 2013, George batió su récord de anotación personal con 43 puntos ante Portland Trail Blazers.
En 2014, fue elegido para participar en el All-Star Game de la NBA de 2014 como titular por los fanáticos vía votaciones, también fue elegido para el Concurso de Mates de la NBA en el cual resultó ganador en el equipo Este con sus compañeros John Wall y Terrence Ross, su compañero Ross fue el campeón del concurso en 2013, su compañero Wall realizó la volcada votada por los fanáticos como la volcada de la noche, en el All-Star Game, George registro 18 puntos en 33 minutos. Indiana Pacers calificó primero en la conferencia este logrando su entrada automáticamente para los Playoffs de 2014, George lideró a su equipo hasta las finales de conferencia este en las cuales fueron derrotados por segunda vez consecutivas por Miami Heat. Esto terminó oficialmente con la increíble temporada de los Pacers 56-26. El 2 de junio de 2014, George fue nombrado en el Mejor quinteto defensivo de la NBA de la temporada 2013-14. El 4 de junio de 2014, fue nombrado en el Tercer Mejor Quinteto de la NBA por segunda vez consecutiva.
El 1 de agosto de 2014, sufrió una fractura de ambos huesos de la pierna derecha durante los entrenamientos con la selección de Estados Unidos. Tras una rápida intervención quirúrgica, se consideró que se perdería entera la temporada 2014-15, pero regresó en el mes de abril para disputar los últimos partidos de la temporada.

#### Oklahoma City Thunder (2017-2019)
El 6 de julio de 2017 fue traspasado a los Oklahoma City Thunder a cambio de Victor Oladipo y Domantas Sabonis. En su primera temporada en Oklahoma terminó promediando 21,9 puntos y 5,7 rebotes por partido, ayudando al equipo a llegar hasta los PlayOffs, donde cayeron en primera ronda con Utah Jazz.
El 30 de junio de 2018, George firma con los Thunder un contrato de $137 millones por cuatro años. En su segunda temporada en Oklahoma, firmó su mejor temporada regular de su carrera promediando 28,0 puntos, 8,2 rebotes, 4,1 asistencias y 2.2 robos por partido (máximo recuperador de la temporada), valiéndole para estar como finalista en la votación al MVP y Mejor Defensor de la NBA. En los PlayOffs Oklahoma cayó eliminada en primera ronda ante Portland Trail Blazers (1-4).

#### Los Angeles Clippers (2019-2024)
Tras dos temporadas en Oklahoma, el 6 de julio de 2019 es traspasado a Los Angeles Clippers, a cambio de Danilo Gallinari, Shai Gilgeous-Alexander y varias primeras rondas de draft. Terminaron la temporada como segundos del Oeste, pero en los PlayOffs cayeron en el séptimo partido de las semifinales de conferencia, ante Denver Nuggets (3-4).
Antes del comienzo de su segunda temporada en Los Ángeles, el 10 de diciembre de 2020, los Clippers extienden el contrato de George en 4 años y $190 millones. El 23 de febrero de 2021, fue elegido por séptima vez para disputar el All-Star Game que se celebró en Atlanta. El 29 de junio, durante el quinto encuentro de finales de conferencia ante los Suns, anotó 41 puntos con un 75% en tiros de campo, siendo la mejor marca de su carrera en playoffs.
En su tercer año con los Clippers, el 23 de octubre de 2021 ante Memphis Grizzlies anotó 41 puntos, y el 29 de octubre ante Portland Trail Blazers 42. A mediados de enero de 2022 se publicó que la recuperación de los ligamentos del codo derecho del jugador iba más lento de lo esperado y no se descartaba una operación. En total había disputado un total de 26 partidos, en los que promedió 24,7 puntos, 7,1 rebotes, 5,5 asistencias y 2 robos en 35,5 minutos. Pero el 29 de marzo regresó ante Utah Jazz, llevando sin jugar desde el 22 de diciembre, anotando 34 puntos.
En el segundo encuentro de su cuarto año en Los Ángeles, el 22 de octubre de 2022, anota 40 puntos en la victoria ante Sacramento Kings. El 31 de octubre se convirtió en el primer jugador en la historia de la NBA en registrar al menos 35 puntos, 9 rebotes, 8 asistencias, 6 robos de balón y 5 triples en un partido, en un enfrentamiento ante Houston Rockets, en el que además anotó la canasta decisiva para lograr la victoria. El 31 de diciembre anota 45 puntos ante Indiana Pacers. El 2 de febrero de 2023 se anunció su participación en el All-Star Game de Salt Lake City, siendo la octava nominación de su carrera.
El 5 de marzo consigue un doble-doble de 42 puntos y 11 rebotes ante Memphis Grizzlies. El 21 de marzo sufrió una lesión en la rodilla derecha en un partido ante Oklahoma City Thunder a menos de cinco minutos del final.
En su quinta temporada con los Clippers, el 28 de octubre de 2023 anotó 36 puntos y acertó 15 de 15 tiros libres en la derrota por 120-118 contra los Utah Jazz. El 2 de diciembre registró 25 puntos, 6 rebotes, 6 asistencias y un triple ganador en la victoria por 113-112 sobre los Golden State Warriors. El 1 de febrero de 2024 se anunció su participación como suplente en el All-Star Game, siendo la novena nominación de su carrera. El 31 de marzo anota 41 puntos ante Charlotte Hornets.

#### Philadelphia 76ers (2024-presente)
Tras cinco años en Los Ángeles, el 1 de julio de 2024, firma por cuatro temporadas y $212 millones con Philadelphia 76ers. El 16 de diciembre de 2024 supera los 2282 triples de Jason Terry colocándose como el décimo máximo triplista de la historia de la NBA.

### Selección nacional

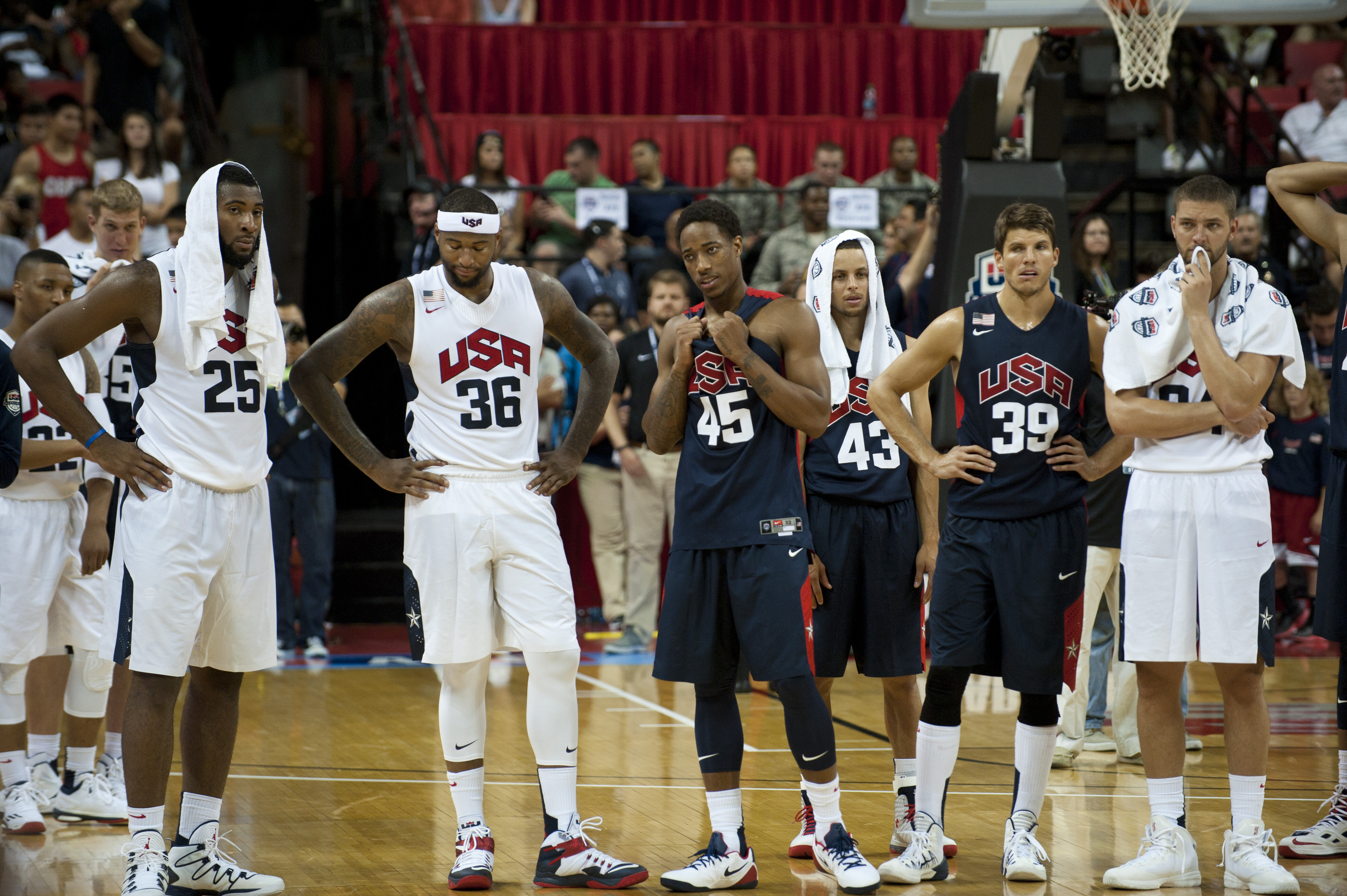
Varios jugadores del equipo estadounidense reaccionando tras la lesión de Paul, el 1 de agosto de 2014.

En el verano de 2014, se unió a la preparación del Team USA que disputaría el Mundial de 2014 en España. Durante la concentración en Las Vegas, el 1 de agosto, sufrió un fractura en la pierna derecha que le hizo perderse el Mundial y gran parte de la temporada NBA.
En septiembre de 2016 fue integrante del combinado estadounidense que disputó los Juegos Olímpicos de Río de 2016 y que se llevó la medalla de oro.

## Estadísticas de su carrera en la NBA
|  | Líder de la liga |

### Temporada regular
| Año      | Equipo        | PJ  | PT  | MPP  | %TC  | %3P  | %TL   | RPP | APP | ROB | TPP | PPP  |
| -------- | ------------- | --- | --- | ---- | ---- | ---- | ----- | --- | --- | --- | --- | ---- |
| 2010-11  | Indiana       | 61  | 19  | 20.7 | .453 | .297 | .762  | 3.7 | 1.1 | 1.0 | .4  | 7.8  |
| 2011-12  | Indiana       | 66  | 66  | 29.7 | .440 | .385 | .802  | 5.6 | 2.4 | 1.6 | .6  | 12.1 |
| 2012-13  | Indiana       | 79  | 79  | 37.6 | .419 | .362 | .807  | 7.6 | 4.1 | 1.8 | .6  | 17.4 |
| 2013-14  | Indiana       | 80  | 80  | 36.2 | .424 | .364 | .864  | 6.8 | 3.5 | 1.9 | .3  | 21.7 |
| 2014-15  | Indiana       | 6   | 0   | 15.2 | .367 | .409 | .727  | 3.7 | 1.0 | .8  | .2  | 8.8  |
| 2015-16  | Indiana       | 81  | 81  | 34.8 | .418 | .372 | .860  | 7.0 | 4.1 | 1.9 | .4  | 23.1 |
| 2016-17  | Indiana       | 75  | 75  | 35.9 | .461 | .394 | .898  | 6.6 | 3.3 | 1.6 | .4  | 23.7 |
| 2017-18  | Oklahoma City | 79  | 79  | 36.6 | .430 | .401 | .822  | 5.7 | 3.3 | 2.0 | .5  | 21.9 |
| 2018-19  | Oklahoma City | 77  | 77  | 36.9 | .438 | .386 | .839  | 8.2 | 4.1 | 2.2 | .4  | 28.0 |
| 2019-20  | L.A. Clippers | 48  | 48  | 29.6 | .439 | .412 | .876  | 5.2 | 3.9 | 1.4 | .4  | 21.5 |
| 2020-21  | L.A. Clippers | 54  | 54  | 33.7 | .467 | .411 | .868  | 6.6 | 5.2 | 1.1 | .4  | 23.3 |
| 2021-22  | L.A. Clippers | 31  | 31  | 34.7 | .421 | .354 | .858  | 6.9 | 5.7 | 2.2 | .4  | 24.3 |
| 2022-23  | L.A. Clippers | 56  | 56  | 34.6 | .457 | .371 | .871  | 6.1 | 5.1 | 1.5 | .4  | 23.8 |
| 2023-24  | L.A. Clippers | 74  | 74  | 33.8 | .471 | .413 | .907  | 5.2 | 3.5 | 1.5 | .5  | 22.6 |
| 2024-25  | Philadelphia  | 41  | 41  | 32.5 | .430 | .358 | .814  | 5.3 | 4.3 | 1.8 | .5  | 16.2 |
| Total    | Total         | 908 | 860 | 33.6 | .440 | .383 | .853  | 6.3 | 3.7 | 1.7 | .4  | 20.6 |
| All-Star | All-Star      | 9   | 3   | 23.2 | .496 | .380 | 1.000 | 3.3 | 3.0 | 1.3 | .1  | 18.0 |

### Playoffs
| Año   | Equipo        | PJ  | PT  | MPP  | %TC  | %3P  | %TL  | RPP | APP | ROB | TPP | PPP  |
| ----- | ------------- | --- | --- | ---- | ---- | ---- | ---- | --- | --- | --- | --- | ---- |
| 2011  | Indiana       | 5   | 5   | 26.6 | .303 | .231 | .875 | 5.0 | 1.0 | 1.4 | 2.0 | 6.0  |
| 2012  | Indiana       | 11  | 11  | 33.7 | .389 | .268 | .786 | 6.6 | 2.4 | 1.6 | .4  | 9.7  |
| 2013  | Indiana       | 19  | 19  | 41.0 | .430 | .327 | .727 | 7.4 | 5.1 | 1.3 | .5  | 19.2 |
| 2014  | Indiana       | 19  | 19  | 41.1 | .438 | .403 | .789 | 7.6 | 3.8 | 2.2 | .4  | 22.6 |
| 2016  | Indiana       | 7   | 7   | 39.3 | .455 | .419 | .953 | 7.6 | 4.3 | 2.0 | .7  | 27.3 |
| 2017  | Indiana       | 4   | 4   | 42.9 | .386 | .429 | .867 | 8.8 | 7.3 | 1.8 | .5  | 28.0 |
| 2018  | Oklahoma City | 6   | 6   | 41.9 | .408 | .365 | .861 | 6.0 | 2.7 | 1.3 | .7  | 24.7 |
| 2019  | Oklahoma City | 5   | 5   | 40.8 | .436 | .361 | .816 | 8.6 | 3.6 | 1.4 | .2  | 28.6 |
| 2020  | L.A. Clippers | 13  | 13  | 36.8 | .398 | .333 | .909 | 6.1 | 3.8 | 1.5 | .5  | 20.2 |
| 2021  | L.A. Clippers | 19  | 19  | 40.9 | .441 | .336 | .844 | 9.6 | 5.4 | 1.0 | .5  | 26.9 |
| 2024  | L.A. Clippers | 6   | 6   | 37.1 | .411 | .367 | .840 | 6.8 | 4.8 | 1.2 | .5  | 19.5 |
| Total | Total         | 114 | 114 | 39.0 | .423 | .352 | .826 | 7.5 | 4.1 | 1.5 | .5  | 21.2 |

## Vida personal

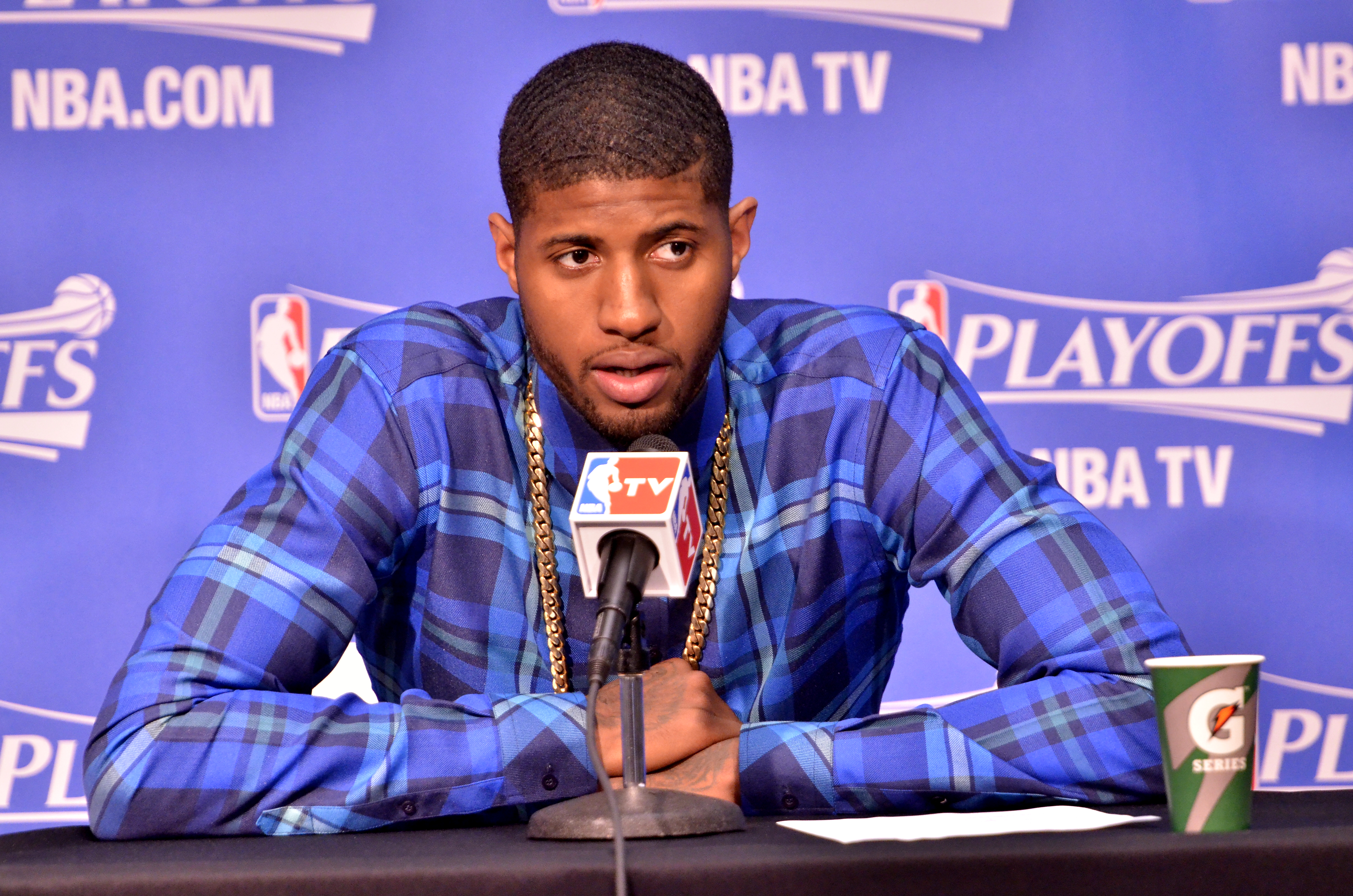
George en 2014.

George nació en el condado de Los Ángeles en Palmdale (California), y es hijo de Paul George y Paulette George. Creció junto a sus hermanas mayores: Teiosha, que jugó al baloncesto en Pepperdine, y Portala, que jugó al voleibol en SU-San Bernardino.
En 2013 mantuvo una relación corta con la modelo Jessica Burciaga, y también con la hija del entrenador y exjugador Doc Rivers, Callie Rivers.
Pero poco después comenzó a salir con la stripper, Daniela Rajic, con la que se comprometió en 2020, y contrajeron matrimonio en junio de 2022. Tienen dos hijas en común, Olivia, nacida en 2014 cuando todavía no eran pareja oficialmente, y Natasha, nacida en 2017.

## Logros y reconocimientos
- Medalla de Oro Juegos Olímpicos de Río de 2016.

### Galardones y logros personales
- Elegido en el segundo mejor quinteto de rookies de la NBA en 2010.
- Elegido para participar en el All-Star Weekend de la NBA en el partido Rising Stars Challenge de 2012.
- 9 veces elegido para jugar el All-Star Game de la NBA (2013, 2014, 2016, 2017, 2018, 2019, 2021, 2023, 2024).
- Jugador Más Mejorado de la NBA en 2013.
- 5 veces elegido en el tercer mejor quinteto de la NBA en 2013, 2014, 2016, 2018 y 2021.
- Elegido en el mejor quinteto de la NBA en 2019.
- 2 veces elegido en el Mejor quinteto defensivo de la NBA en 2014 y 2019.
- 2 veces elegido en el segundo mejor quinteto defensivo de la NBA en 2013 y 2016.
- Elegido 5 veces jugador de la semana de la Conferencia Este de la NBA.
- Elegido 3 veces jugador de la semana de la Conferencia Oeste de la NBA.
- Elegido 3 veces jugador del mes de la Conferencia Este de la NBA.
- Elegido 1 vez jugador del mes de la Conferencia Oeste de la NBA.
- Líder de la temporada NBA 2018-19 en robos de balón: 2.2.

### Récords personales en un partido

#### Temporada regular
| Categoría                 | Récord | Equipo                | Oponente               | Fecha                   |
| ------------------------- | ------ | --------------------- | ---------------------- | ----------------------- |
| Puntos                    | 48     | Indiana Pacers        | Utah Jazz              | 5 de diciembre de 2015  |
| Tiros de campo encestados | 19     | Oklahoma City Thunder | Denver Nuggets         | 1 de febrero de 2018    |
| Tiros de campo intentados | 33     | Indiana Pacers        | Cleveland Cavaliers    | 2 de abril de 2017      |
| Triples encestados        | 10     | Oklahoma City Thunder | Miami Heat             | 1 de febrero de 2019    |
| Triples intentados        | 17     | Oklahoma City Thunder | New Orleans Pelicans   | 14 de febrero de 2019   |
| Tiros libres encestados   | 17     | Oklahoma City Thunder | Portland Trail Blazers | 7 de marzo de 2019      |
| Tiros libres intentados   | 20     | Oklahoma City Thunder | Portland Trail Blazers | 7 de marzo de 2019      |
| Rebotes ofensivos         | 5      | Oklahoma City Thunder | Dallas Mavericks       | 10 de noviembre de 2018 |
| Rebotes defensivos        | 16     | Indiana Pacers        | Sacramento Kings       | 3 de noviembre de 2012  |
| Rebotes                   | 17     | Indiana Pacers        | Sacramento Kings       | 3 de noviembre de 2012  |
| Asistencias               | 12     | Indiana Pacers        | Charlotte Bobcats      | 13 de febrero de 2013   |
| Asistencias               | 12     | Los Angeles Clippers  | Sacramento Kings       | 20 de enero de 2021     |
| Robos                     | 7      | Indiana Pacers        | Houston Rockets        | 10 de enero de 2016     |
| Tapones                   | 4      | Indiana Pacers        | Memphis Grizzlies      | 19 de marzo de 2011     |
| Tapones                   | 4      | Indiana Pacers        | Sacramento Kings       | 3 de noviembre de 2012  |
| Tapones                   | 4      | Indiana Pacers        | Utah Jazz              | 19 de diciembre de 2012 |
| Minutos                   | 51     | Oklahoma City Thunder | Utah Jazz              | 22 de febrero de 2019   |

#### Playoffs
| Categoría                 | Récord | Equipo         | Oponente           | Fecha               |
| ------------------------- | ------ | -------------- | ------------------ | ------------------- |
| Puntos                    | 39     | Indiana Pacers | Washington Wizards | 11 de mayo de 2014  |
| Puntos                    | 39     | Indiana Pacers | Toronto Raptors    | 26 de abril de 2016 |
| Tiros de campo encestados | 15     | Indiana Pacers | Miami Heat         | 28 de mayo de 2014  |
| Tiros de campo intentados | 28     | Indiana Pacers | Miami Heat         | 28 de mayo de 2014  |
| Triples encestados        | 7      | Indiana Pacers | Washington Wizards | 11 de mayo de 2014  |
| Triples intentados        | 14     | Indiana Pacers | Miami Heat         | 28 de mayo de 2014  |
| Tiros libres encestados   | 17     | Indiana Pacers | Atlanta Hawks      | 21 de abril de 2014 |
| Tiros libres intentados   | 18     | Indiana Pacers | Atlanta Hawks      | 21 de abril de 2014 |
| Rebotes ofensivos         | 4      | Indiana Pacers | Chicago Bulls      | 21 de abril de 2011 |
| Rebotes ofensivos         | 4      | Indiana Pacers | Atlanta Hawks      | 29 de abril de 2013 |
| Rebotes ofensivos         | 4      | Indiana Pacers | Atlanta Hawks      | 19 de abril de 2014 |
| Rebotes defensivos        | 13     | Indiana Pacers | Atlanta Hawks      | 24 de abril de 2014 |
| Rebotes                   | 14     | Indiana Pacers | New York Knicks    | 14 de mayo de 2013  |
| Rebotes                   | 14     | Indiana Pacers | Atlanta Hawks      | 24 de abril de 2014 |
| Asistencias               | 12     | Indiana Pacers | Atlanta Hawks      | 21 de abril de 2013 |
| Robos                     | 6      | Indiana Pacers | Atlanta Hawks      | 28 de abril de 2014 |
| Robos                     | 6      | Indiana Pacers | Miami Heat         | 28 de mayo de 2014  |
| Tapones                   | 4      | Indiana Pacers | Chicago Bulls      | 18 de abril de 2011 |
| Minutos                   | 47     | Indiana Pacers | Miami Heat         | 22 de mayo de 2013  |